# St. Maximilian (Ellingen)

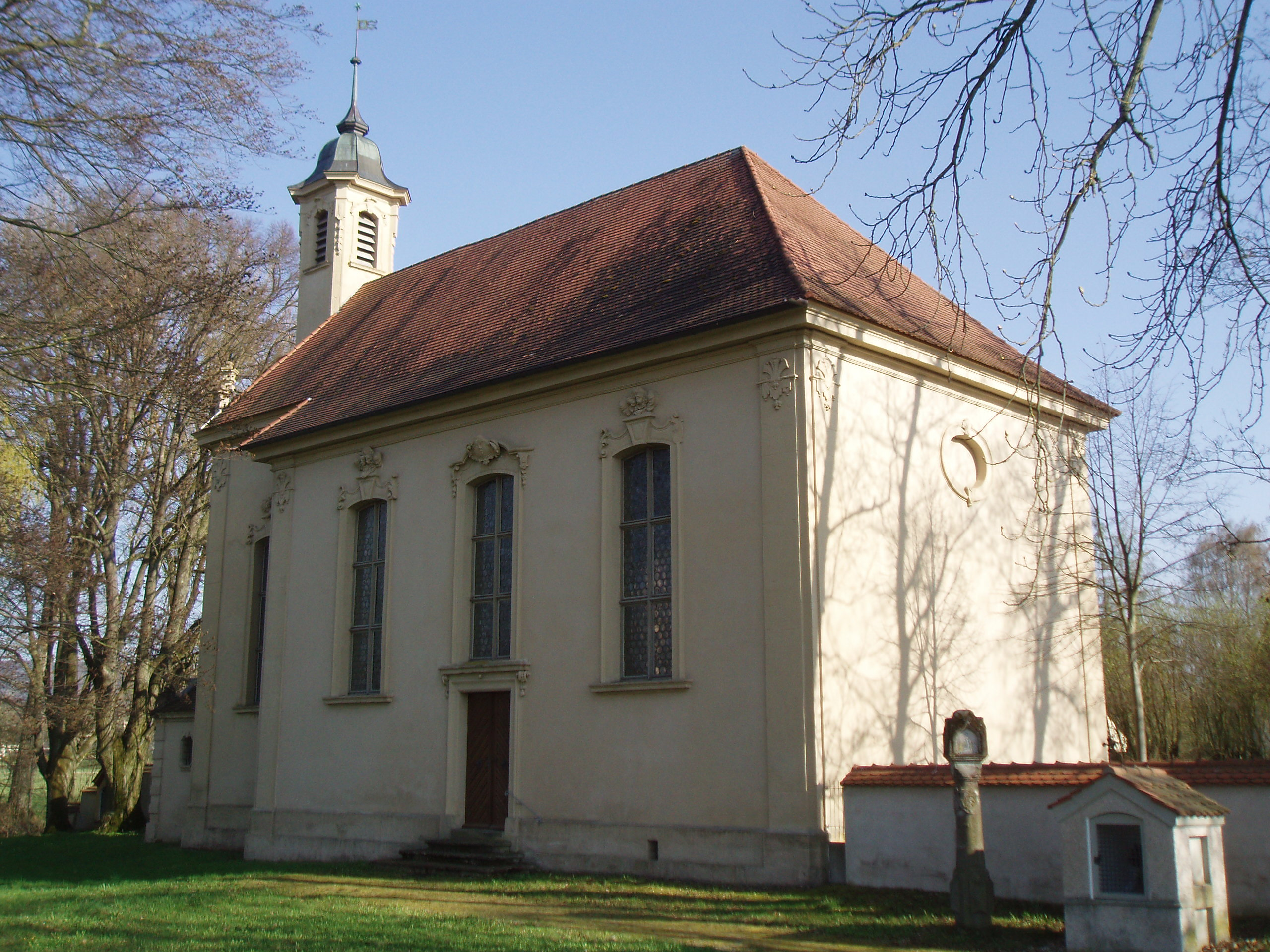
Maximilianskirche, West- und Nordseite mit der Geleitsäule

St. Maximilian, auch Maximilianskirche, Maxkirche oder Fischkirche genannt, ist eine vom Deutschen Orden in der mittelfränkischen Stadt Ellingen erbaute kleine Saalkirche im Frührokoko-Stil.

## Lage

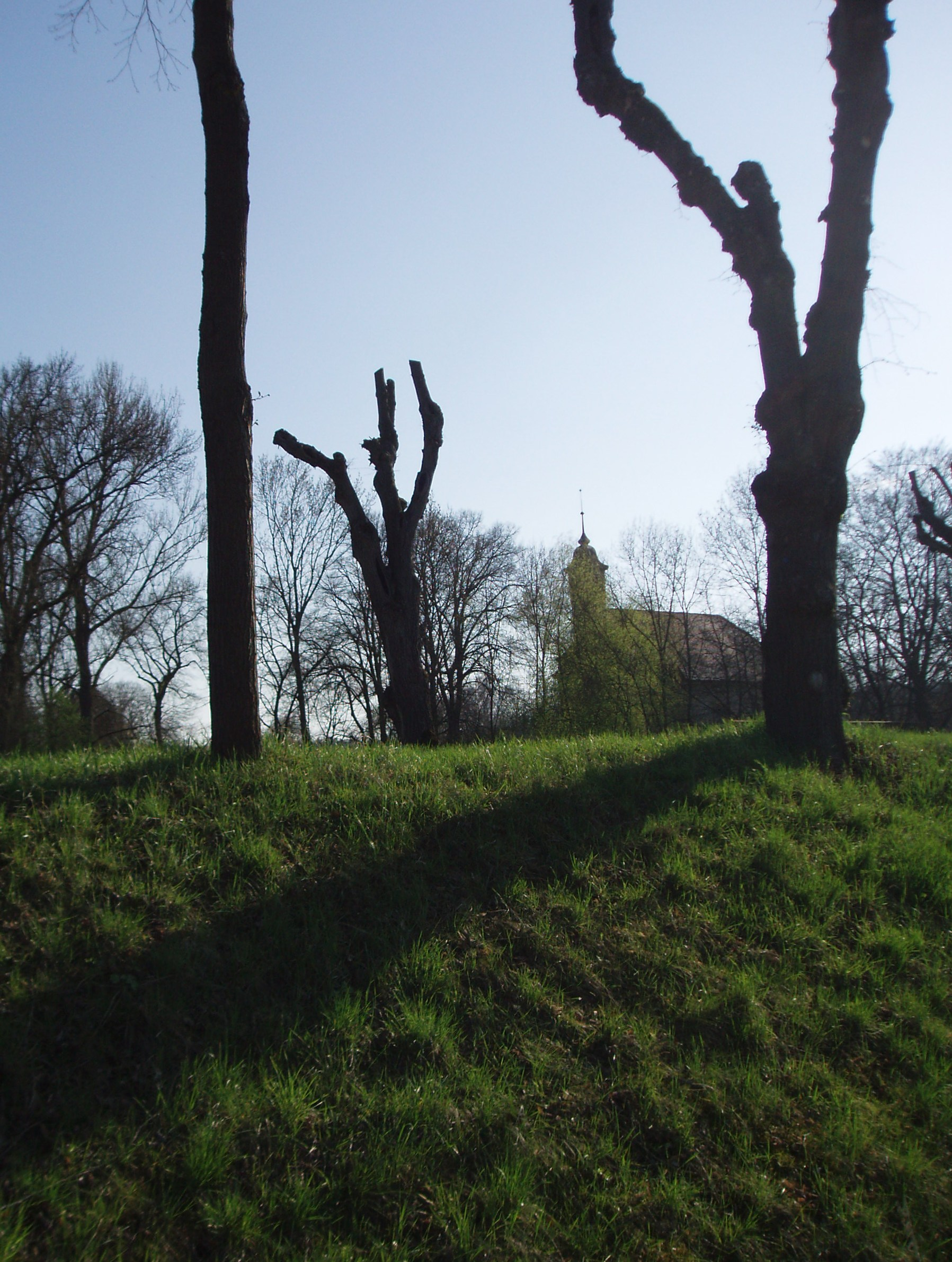
Chaussee mit Maxkirche

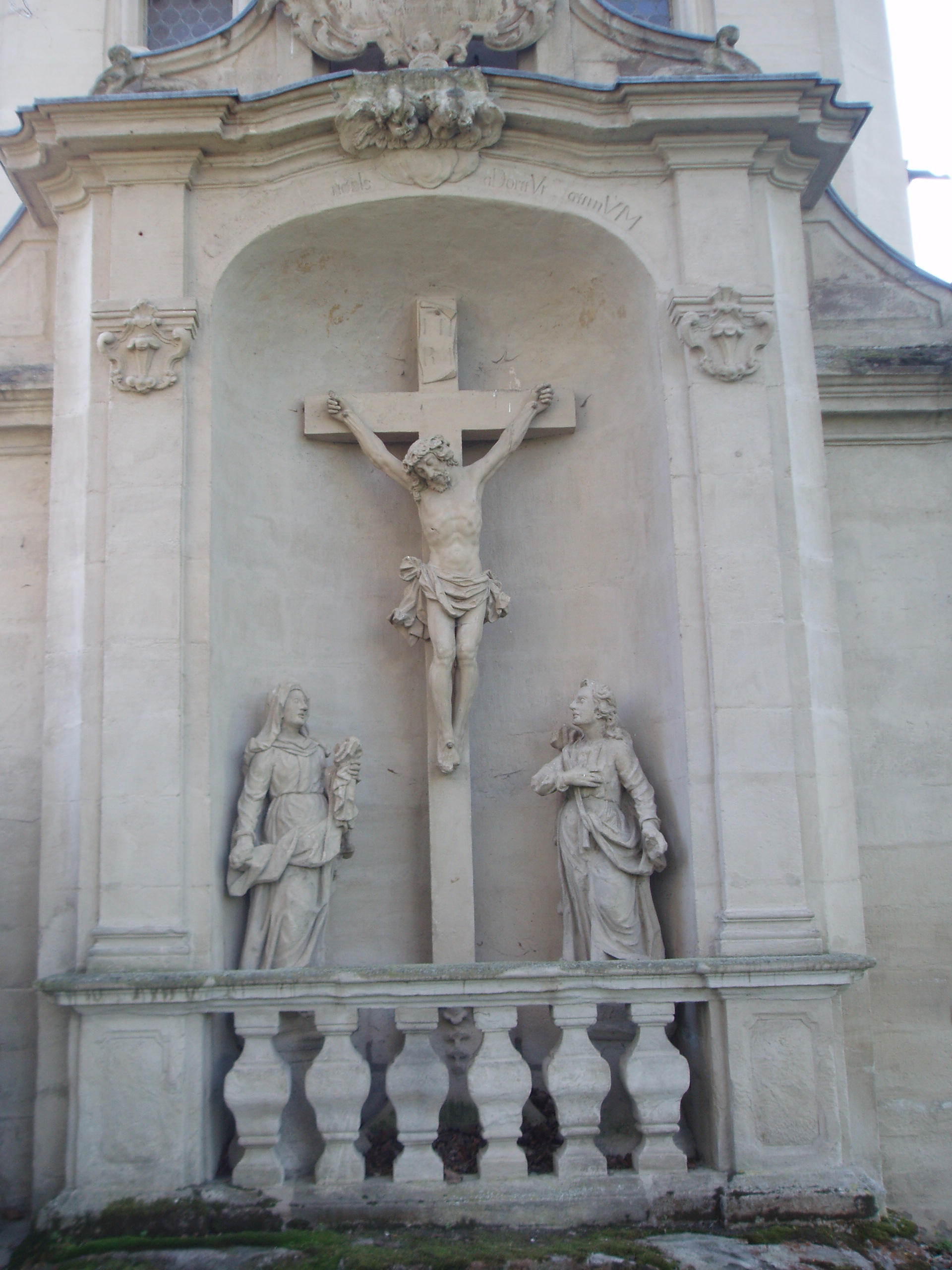
Kreuzigungsgruppe an der Ostseite der Maxkirche

Die Kirche steht etwas außerhalb von Ellingen, rund 500 m westlich des Ortszentrums. Sie liegt an der von Ellingen an der Residenz und an dem im Zweiten Weltkrieg zerstörten Brühltor vorbei nach Westen Richtung Stopfenheim führenden Straße. Westlich führt die Gemeindeverbindungsstraße nach Schmalwiesen vorbei. Östlich angrenzend verläuft die Schwäbische Rezat. Die Bezeichnung „Fischkirche“ geht auf die ehemaligen umliegenden Fischweiher des Schlosses, heute Wiesengelände, zurück.

## Baugeschichte
Der Vorgängerbau ist erstmals 1519 im Testament von Georg Länntsch, Chorherr von St. Stephan und ehemals Rektor der Universität Wien, einem gebürtigen Ellinger, erwähnt („… ad capellam sancti Maximiliani …“). Bei der Kapelle handelte es sich, wie eine Darstellung auf dem Wappenkalender des Deutschen Ordens von 1719 zeigt, um einen niedrigen, schlichten Bau mit einem Turm im Westen; sie war barock ausgestattet.
Die heutige Kirche wurde 1733/34 unter dem Ellinger Landkomtur des Deutschen Ordens, Carl Heinrich Freiherr von Hornstein errichtet, vermutlich durch den aus Wien stammenden und seit 1724 in Ellingen tätigen Deutschordens-Baudirektor (und Stuckateur) Franz Joseph Roth, und im Jahr 1734 konsekriert.

## Baubeschreibung
Es handelt sich um eine kleine, dreijochige Saalkirche im Frührokokostil mit einem im Osten vorgebauten schmäleren Chor und einer dem Chor östlich angefügten niedrigen Sakristei. Auf dem Chor ist ein Dachreiter aufgesetzt. An der östlichen Außenseite der Sakristei, dem Ort Ellingen zugewandt, steht unter einem Gesims in einer Nische eine steinerne Kreuzigungsgruppe. Vor der Westseite der Kirche befand sich ursprünglich ein Friedhof.
Nordwestlich der Kirche steht eine Geleitsäule des 17. Jahrhunderts mit den Wappen des Landkomturs Volpert von Schwalbach (1569–1602) und des Hochmeisters Johann Caspar von Stadion (1627–41), die die Hoheitsgrenze der Ellinger Landkomtur gegen das Markgrafentum Ansbach markierte. Eine danebenstehende kleine Wegkapelle wurde um das Jahr 2000 errichtet.

## Ausstattung
Die Kirche hat eine einheitliche Barockausstattung. Sie ist dem heiligen Maximilian geweiht. Dessen Attribute, Schwert und Lorbeerkranz, werden von Engeln im Chor getragen. Die Deckenfresken zeigen, von Gitterfeldern umgeben, in drei Feldern Glaube, Liebe und Hoffnung in allegorischen Figuren sowie Engel und Puttengruppen. Sie stammen möglicherweise von dem Augsburger Künstler Johann Georg Bergmüller, der 1730 bis 1733 die Seitenaltarbilder der Eichstätter Schutzengelkirche gemalt hat. Einen Seitenaltar der Schutzengelkirche hatte von Hornstein gestiftet. Über dem Chorbogen der Maxkirche ist das Wappen Hornsteins angebracht, ebenso in einem Bogen an der Ostfassade unterhalb des Dachreiters.
Auf dem barocken zweisäulige Hochaltar (um 1730, aus der Vorgängerkirche) steht eine Madonna des Ellinger Bildhauers Leonhard Meyer. Das Oberbild stellt den Heiligen Dominikus dar, der das Kreuz betrachtet. Von Johann Wagner, dem Bildhauer der Maria Immaculata am Portalpfeiler der Ellinger Schlosskirche, stammen vermutlich die beiden Heiligenfiguren Anna und Joachim, die an der Ostseite des Chores in zwei Muschelnischen stehen, ebenso die Kreuzigungsgruppe an der östlichen Außenwand. Der Tabernakel auf dem Hochaltar ist dem späten Rokoko zuzurechnen. Die beiden Seitenaltäre sind um 1670 entstanden und stammen ebenfalls aus der Vorgängerkirche. Der linke zeigt im Altarblatt die Heilige Familie, der rechte – vermutlich erst später dazu gekommen – den heiligen Wendelin. Vom Hofschreiner Dominikus Biber stammt die Kanzel an der südlichen Chorwand (um 1750). An der ausgreifend geschwungenen Empore ist der Tod des heiligen Maximilian dargestellt.
An den Seitenwänden sind vier um 1770 von dem Eichstätter Künstler Johann Chrysostomus Winck gemalte Ölbilder angebracht, die Szenen aus dem Leben des heiligen Johannes von Nepomuk darstellen. Dieser war kurz vor dem Neubau der Maxkirche (1729) heiliggesprochen worden.